# Новошумілово
Новошумі́лово (рос. Новошумилово) — присілок у складі Тегульдетського району Томської області, Росія. Входить до складу Білоярського сільського поселення.

## Населення
Населення — 94 особи (2010; 123 у 2002).
Національний склад (станом на 2002 рік):
- чулимці — 49 %
- росіяни — 45 %